# Keflavík ÍF
Keflavík ÍF (kurz für Keflavík Íþrotta- og ungmennafélag) ist ein isländischer Fußballverein, der in der zweithöchsten isländischen Liga, der 1. deild karla, spielt.

## Geschichte
Der Keflavík ÍF entstand 1956 unter dem Namen ÍB Keflavík durch Fusion des am 29. September 1929 gegründeten UMFK Keflavík und des am 12. Juli 1950 gegründeten KFK Keflavík. 1994 benannte sich der Verein in Keflavík ÍF um.
Der Verein aus dem rund 40 Kilometer von der isländischen Hauptstadt Reykjavík entfernt gelegenen Keflavík spielt im 4000 Zuschauer fassenden Keflavíkurvöllur-Stadion. Vereinsfarben sind Blau-Weiß-Rot.
Der Verein gehörte der ersten isländischen Liga 1958–1960, 1963–1980, 1982–1989, 1993–2015, 2018 und 2021–2023 an. Dabei konnte die Meisterschaft 1964, 1969, 1971 und 1973 errungen werden. Pokalsieger wurde Keflavík viermal: 1975, 1997, 2004 und 2006. Darüber hinaus stand IBK fünf weitere Male im Pokalfinale. Am Europapokal und am UI-Cup nahm der Verein seit 1966 mehrfach teil.
In der UEFA-Cup-Qualifikation spielten die Isländer 2005 gegen den 1. FSV Mainz 05. In beiden Spielen unterlag man dem Gegner aus Deutschland jeweils mit 0:2.

## Bekannte Spieler
- Hallgrímur Jónasson (2006–2008)